# Combat Mission: Afghanistan
Combat Mission: Afghanistan est un jeu de guerre tactique basé sur les événements de la première guerre d'Afghanistan. Il est sorti en septembre 2010 sur Windows.
Stand-alone et utilisant le moteur graphique CMx2 conçu pour Shock Force, il a été développé par la société américaine Snowball Interactive et édité par Battlefront.com.

## Système de jeu
Cet opus se déroule dans les années 1980 pendant l'invasion soviétique de l'Afghanistan. Le joueur peut prendre le contrôle de l'Armée soviétique, de l'armée de la République démocratique d'Afghanistan (RDA) ou encore des moudjahidines afghans. Pas moins de deux campagnes et dix missions sont proposées au joueur.
Le jeu comprend par ailleurs un éditeur de cartes et un mode multijoueur. Une démo jouable comprenant deux missions a été proposée peu avant la sortie du jeu.